# Trumpf Schokolade
Trumpf Schokolade ist eine Marke, unter der von der Ludwig Schokolade GmbH & Co. KG hergestellte Schokoladen vertrieben werden. Ludwig Schokolade wiederum gehört zur Krüger-Gruppe mit Sitz in Bergisch Gladbach.

## Geschichte

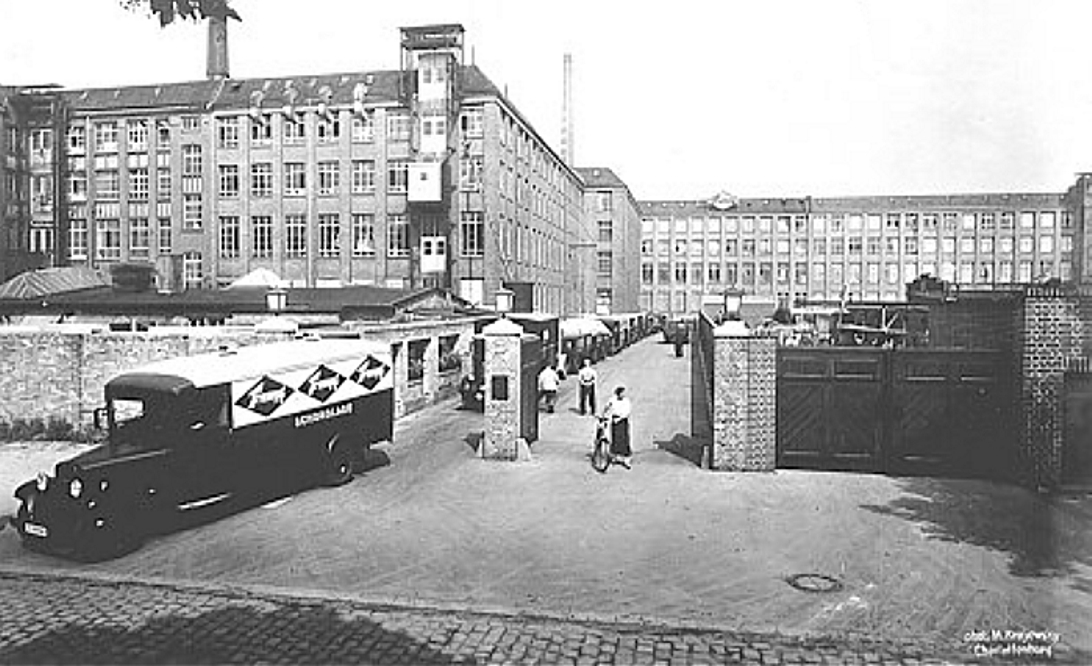
Zweigstelle in Berlin-Weißensee 1932

Im Jahr 1857 begann Leonard Monheim am Hühnermarkt in Aachen mit der Herstellung von Schokolade. Im selben Jahr stellte er einen italienischen Chocolatier zur handwerklichen Herstellung von Schokolade ein. Die Umstellung auf maschinelle Produktion im Jahr 1865 ermöglichte eine Erweiterung des Kundenkreises. 1903 wurde unter der Leitung von Hermann Joseph Monheim in Aachen-Süsterfeld die Fabrikation aufgenommen.
Nach dem Ersten Weltkrieg war Aachen durch die Alliierten besetzt. Um die rechtsrheinischen Kunden ohne Einschränkungen beliefern zu können, erhielten die Söhne von Hermann Joseph Monheim den Auftrag, in Berlin-Weißensee ein Schokoladenwerk aufzubauen, das 1921 in Betrieb ging. 1936 wurde mit Lindt & Sprüngli ein Lizenzvertrag für die Fertigung in Deutschland geschlossen. Laut dem American Jewish Committee beschäftigte das Unternehmen während des Nationalsozialismus Zwangsarbeiter.
Nach dem Zweiten Weltkrieg wurde das Trumpf Schokoladenwerk Weißensee zwangsenteignet und zuerst als VEB Trumpf bis 1954 weitergeführt, bevor es in der VEB Elfe Schokoladenfabrik aufging. Dort wurde bereits die ebenfalls verstaatlichte Schokoladenfabrik Gustav Cyliax betrieben.
Die Werke in der Bundesrepublik wurden nicht verstaatlicht. Nach der Heirat mit Irene Monheim im Jahr 1951 trat hier Peter Ludwig in die Firmenleitung ein. Im selben Jahr wurde in Quickborn die Produktion aufgenommen. Bis 2009 produzierte Trumpf in Quickborn, in Spitzenzeiten mit bis zu 2000 Beschäftigten, eine große Produktpalette. 1958 wurde auch der Markenname Mauxion durch die Leonhard Monheim AG übernommen, nachdem die Schokoladenfabrik Mauxion in Saalfeld 1948 enteignet und als Volkseigener Betrieb (VEB) fortgeführt worden war: Die nach Westdeutschland geflohene Eigentümerfamilie Hüther hatte 1954 die Namensrechte zugesprochen bekommen. Der Betrieb in der DDR erhielt ab 1955 die Bezeichnung Rotstern.
Im Jahr 1960 trat Leonard Monheims Urenkel Bernd Monheim als persönlich haftender Gesellschafter und Geschäftsführer in das Familienunternehmen Leonard Monheim KG ein. 1979 wurde er daselbst Vorstandsmitglied und gehörte dem Vorstand bis zum Teilverkauf der Firmengruppe an Chocolat Suchard (heute Mondelēz International) an. Seit 1986 firmiert das Unternehmen als Ludwig Schokolade GmbH & Co. KG, die im Jahr 1998 in die Krüger-Gruppe eingegliedert wurde.

## Luftwerbung
1924 begann die Monheim AG mit Flugzeugen Werbung für „Trumpf“ zu fliegen. 1929 kamen zwei Werbeluftschiffe hinzu, die Parseval D-PN 28 und die (Parseval) Raab-Katzenstein RK 27. Im Herbst 1955 wurde in den Trumpf-Werken mit dem Bau eines Kleinluftschiffes begonnen, das am 24. November 1956 seine Jungfernfahrt machte, aber schon 1957 verlorenging. Das Luftschiff mit der Kennzeichnung D-LEDA war ein Prallluftschiff von 57 m Länge, 13,6 m Durchmesser und 5120 m³ Inhalt. 1958 baute Zeppelin in Friedrichshafen für Trumpf ein neues Reklame-Luftschiff, das bis 1972 im Einsatz war.

## Produkte
Unter der Marke Trumpf werden verschiedene Produkte vertrieben, zum Beispiel die Luftschokolade Aero und Edle Tropfen in Nuss, eine alkoholgefüllte Pralinenmischung. Die Herstellung erfolgt in Saarlouis, Saarwellingen, Tuczno und Skoczów. Die seit 1962 vertriebenen Schogetten, eine Schokolade in quadratischer Pralinenform, in verschiedenen Geschmacksrichtungen und Packungsgrößen verkauft, werden seit den 2010er Jahren ohne den Markennamen Trumpf vertrieben.

## Weitere Produkte
Das Unternehmen ist mit rund 1500 Beschäftigten einer der größten Hersteller für Schokoladen in Deutschland. Neben der Marke Trumpf werden die Marken Novesia, Mauxion und Regent vertrieben. Produziert werden außerdem die Kakaomarke Tropengold und die Kaustreifen Fritt.
Das Unternehmen beliefert alle Markenhändler (z. B. Rewe, Kaufland, Spar) sowie ebenfalls Discounter.